# 圆唇苣苔
圆唇苣苔（学名：Gyrocheilos chorisepalus），为苦苣苔科圆唇苣苔属下的一个植物种。